# مايكل ستورمير
مايكل ستورمير (بالألمانية: Michael Stürmer)‏ (و. 1938  م) هو صحفي، ومؤرخ، وأستاذ جامعي، وصحفي الرأي ألماني، ولد في كاسل.

## التعليم
تعلم في جامعة ماربورغ (حتى 1965)، وكلية لندن للاقتصاد، وجامعة برلين الحرة.

## جوائز
حصل على جوائز منها:
- صليب وسام الاستحقاق من جمهورية ألمانيا الاتحادية.

## روابط خارجية
- مايكل ستورمير على موقع مونزينجر (الألمانية)